# Каппеллетти, Ликурго
Ликурго Каппеллетти (итал. Licurgo Cappelletti; 20 ноября 1842 — 14 января 1921) — итальянский историк и литератор.
Профессор Технического института имени Америго Веспуччи в Ливорно. Опубликовал книги «О торговле венецианцев с Востоком» (итал. «Del Commercio del Veneziani coll’Oriente»; Венеция, 1867); «Лукреция Борджа и история» (итал. «Lucrezia Borgia e la Storia»; Пиза, 1876); «Микеланджело Буонарроти» (итал. «Michelangelo Buonarroti»; Болонья, 1877); «История французской революции» (итал. «Storia della rivoluzione francese»; 1886—1887), «История Италии» (итал. «Storia d'Italia»; 1902), «История рыцарских орденов» (итал. «Storia degli ordini cavallereschi»; 1904), «Австрия и Тоскана: 1824—1859» (итал. «Austria e Toscana: 1824-1859»; Турин, 1918). Кроме того, Каппеллетти написал историю города Пьомбино (итал. Storia della Citta e Stato di Piombino dalle Origine fino al 1814; Ливорно, 1897), за что благодарный город спустя сто лет учредил литературную премию имени Каппеллетти, присуждаемую на конкурсной основе за неопубликованные сочинения.